# Mikroökonómia
A mikroökonómia a modern közgazdaságtan egyik ága, amely a piacok működését, a fogyasztási javak és a termelési tényezők keresletének, kínálatának, árának alakulását meghatározó feltételeket vizsgálja. A fogyasztókkal és termelőkkel, mint piaci szereplőkkel foglalkozik, akik – feltevése szerint – haszonmaximalizáló és költségminimalizáló, valamint az ehhez tartozó kockázatot mérlegelő döntéshozók.

## A mikroökonómia részterületei

### Fogyasztáselmélet
A fogyasztáselmélet a mikroökonómia azon területe, amely az egyének, illetve háztartások fogyasztási döntéseit és az azokat meghatározó tényezőket vizsgálja. Rendszerint adottnak veszi a fogyasztók preferenciarendszerét, így matematikailag meghatározható az, hogy adott jövedelem, árak, bér és kamatláb mellett a fogyasztó miként osztja fel idejét munkaidőre és szabadidőre; hogyan osztja meg jövedelmét a fogyasztás és megtakarítás között; és milyen jószágkombinációt vásárol.
Ennek során, ha a fogyasztó racionális döntéshozó, érvényesül az optimalizáció alapelve. (Jelentése: az emberek a számukra még megfizethető legjobb fogyasztási szokást követik.)

### Termeléselmélet
A fogyasztáselmélettel párhuzamosan vizsgálni kell az egyének, illetve vállalatok termelési döntéseit is. A termeléselmélet adottnak veszi a termelési függvényeket, melyekből megállapítható az, hogy adott jószág- és tényezőárak mellett mennyit célszerű termelni és a tényezők milyen kombinációja biztosítja ehhez a lehető legalacsonyabb költséget.
Itt mindig figyelembe kell venni az egyensúly alapelvét. (Jelentése: az árak mindaddig igazodnak, amíg a kereslet egyenlő nem lesz a kínált mennyiséggel.)

### Piacelmélet
A mikroökonómia vizsgálja a piacok jellegét is. A közgazdászok által leghatékonyabbnak tartott versenyzői piac mellett előfordulnak más – többnyire kevésbé hatékony – piaci formák is, mint a monopólium, az oligopólium vagy a monopolisztikus verseny.
Ezen részterületen belül, a parciális elemzés mellett, az általános (valamennyi piacon egyszerre érvényesülő) egyensúlyi helyzetet és az ehhez tartozó árakat is vizsgálják. Így a különböző piacok közötti kapcsolatokat is elemzik.

### További részterületek
Vannak továbbá olyan problémák, amelyeket a piaci mechanizmusok önmagukban nem tudnak megoldani. Ilyenek például az externáliák – külső gazdasági hatások –, a közjavak, az aszimmetrikus információ és a nem versenyzői piacok okozta veszteség problémája. (Ezek egyike sem Pareto-hatékony, azaz ilyen esetekben van olyan gazdasági szereplő, akinek a jóléte növelhető anélkül, hogy valaki más jóléte romlana.)
A mikroökonómia érintőlegesen foglalkozik még a szükséges, illetve meglévő állami beavatkozásokkal: az adókkal és támogatásokkal, valamint a hatósági árszabályozás hatásaival.

## A mikroökonómia kialakulása
Az első olyan közgazdasági modelleket, amelyeket ma a mikroökonómia tudományához sorolnánk, a neoklasszikus közgazdászok alkották meg a 19. század végén. Az ő szemükben azonban még az egy-egy piacra vonatkozó elemzés módszerei nem váltak el élesen a gazdaság egészének vizsgálatától.
Így a mikroökonómia csak a makroökonómia különválásával vált önálló diszciplínává, John Maynard Keynes fellépése után. A mikro- és makroökonómiát először Paul Samuelson különböztette meg Közgazdaságtan című tankönyvében. Számos egyetem közgazdaság-tudományi karán jelenleg is e könyv felújított változatából tanulnak a hallgatók.
Az utóbbi évtizedekben a klasszikus és neoklasszikus elméletek „felélesztését” célul kitűző újklasszikus makroökonómia mikroökonómiai alapú modelljei révén a két tudományág ismét közelebb került egymáshoz.